# Красноармєйський Юрій Леонідович
Ю́рій Леоні́дович Красноармє́йський — старший солдат Збройних сил України, учасник російсько-української війни, що відзначився під час російського вторгнення в Україну в 2022 році.

## Життєпис
Юрій Красноармєйський народився та проживав у Лисичанську на Луганщині. Добровільно був мобілізований на початку вересня 2014 року в ході АТО на сході України. Після навчальної військової підготовка брав участь у військових діях у складі 128-ої окремої гірничо-піхотної бригади (в/ч А1556), зокрема в боях за місто Дебальцеве. Він знищив вогнем з РПГ-7В танк противника, перебивши йому гусеницю, та БМП з командиром ворога, який керував атакою, на борту.

## У культурі
Є одним із героїв документальної стрічки «Перехрестя Балу» (режисер — Євгеній Коваленко, сценарій Георгія Спасокукоцького та Володимира Патоли), знятої у 2017 році.

## Нагороди
- орден «За мужність» III ступеня (2022) — за особисту мужність і самовіддані дії, виявлені у захисті державного суверенітету та територіальної цілісності України, вірність військовій присязі[3].